# Bruinrugheggenmus
De bruinrugheggenmus (Prunella immaculata) is een zangvogel uit de familie van heggenmussen (Prunellidae).

## Verspreiding en leefgebied
Deze soort komt voor van de Himalaya tot noordelijk Myanmar en centraal China.